# Dedovița Nouă
Dedovița Nouă – wieś w Rumunii, w okręgu Mehedinți, w gminie Șimian. W 2011 roku liczyła 392 mieszkańców.